# Хронологія розвитку газової промисловості України
| Рік  | Подія |
| ---- | --- |
| 1858 | Уведено в експлуатацію перший в Україні Львівський газовий завод |
| 1864 | Початок використання доменного газу на Петровському металургійному заводі (біля Єнакієво) |
| 1866 | Уведено в дію Одеський газовий завод на Пересипі |
| 1871 | Уведено в експлуатацію перший Харківський газовий завод на Москалівці |
| 1872 | Уведено в дію перший Київський газовий завод (вул. Кузнецька) |
| 1874 | Уведено в експлуатацію газовий завод у Конотопі |
| 1881 | Початок функціонування другого Одеського газового заводу |
| 1883 | Уведено в експлуатацію другий Київський (вул. Набережно-Лугова) і третій Одеський газові заводи |
| 1896 | Початок використання попутного нафтового газу для опалення парових котлів у Східниці |
| 1912 | Побудовані перші газогони (газопроводи) завдовжки 12 км з Борислава до Дрогобича для подачі попутного нафтового газу |
| 1913 | Побудовано газоліновий завод у Бориславі для виділення газоліну з попутного нафтового газу |
| 1921 | Відкрито Дашавське газове родовище |
| 1922 | Споруджено електростанцію на попутному газі у Бориславі, побудовано газопровід Дашава-Стрий завдовжки 14 км |
| 1924 | Відкрито основні продуктивні горизонти та розпочато промислову експлуатацію Дашавського газового родовища, газопровід Дашава-Стрий подовжено до Дрогобича |
| 1927 | Побудовано другу нитку газопроводу Дашава-Стрий |
| 1928 | Побудовано другу нитку газопроводу Стрий-Дрогобич |
| 1929 | Споруджено газопровід Дашава-Миколаїв-Львів завдовжки 82 км, початок буріння свердловин на Приазовському газовому родовищі |
| 1931 | Початок буріння свердловин роторним способом на Дашавському родовищі |
| 1933 | Уведено в експлуатацію Калуське газове родовище, організовано трест «Кримгазнафта» та контору «Проектгаз» (нині ВАТ «Інститут ПівденНДІдіпрогаз») |
| 1936 | Початок розроблення Приазовського газового родовища, прокладення газопроводів Дашава-Ходорів (32 км), Стрий-Моршин-Болехів-Долина-Вигода (50 км), початок використання штучного газу в Станіславі та доменного газу для газифікації Донецька та інших міст Донбасу |
| 1937 | Уведено в експлуатацію першу в СРСР Приазовську газонаповнювальну станцію для заправлення автомобілів стиснутим природним газом |
| 1938 | Уперше у світі газ, вироблений під землею на станції «Підземгаз», було подано на парові котли Горлівського коксового заводу, введено в експлуатацію Горлівську АГНКС на коксовому газі |
| 1939 | Відкрито Опарське газове родовище, введено в дію Макіївську АГНКС на коксовому газі |
| 1940 | Уведено в експлуатацію Опарське газове родовище, газопровід Опари-Дрогобич, Донецьку АГНКС на збагаченому коксовому газі, Лисичанську станцію підземної газифікації вугілля |
| 1942 | Збудовано перший міждержавний газопровід Опари-Самбір-Стальова Воля (Польща) завдовжки 210 км і новий газопровід Дашава-Львів завдовжки 75 км, установку для виробництва сажі в Дашаві |
| 1944 | Відкрито нафтовий факультет у Львівському політехнічному інституті, створено проектні організації «Укрдіпрогазпаливпром» (нині «ВНІПІтрансгаз»), Українське відділення тресту «Нафтопровідпроект» (нині інститут «Укргазпроект») та Сімферопільську філію цього самого тресту (нині ТОВ "Інститут «Шельф») |
| 1945 | Створено Управління будівництва газопроводу Дашава-Київ, початок експорту газу з України до Польщі, відкритий газовий фонтан на свердловині № 105 Угерське |
| 1946 | Уведено в дію Угерське газове родовище |
| 1947 | Відбудовано Макіївську та Приазовську, а також споруджено першу Львівську АГНКС |
| 1948 | Здано в експлуатацію перший магістральний газопровід Дашава-Київ завдовжки 509 км, дашавський газ отримали Київ і Тернопіль, створено Управління експлуатації газопроводу Дашава-Київ (нині УМГ «Київтрансгаз») |
| 1949 | Відкрито Більче-Волицьке газове родовище, збудовано першу АГНКС у Києві |
| 1950 | Відкрито унікальне Шебелинське газоконденсатне і Радченківське нафтогазове родовища; організовано Шебелинську нафторозвідку (нині Шебелинське відділення бурових робіт) |
| 1951 | Продовжено газопровід Дашава — Київ до Москви, введено в дію компресорні станції у Красилові та Боярці, введено другу Київську та Бердичівську АГНКС |
| 1953 | Організовано Стрийський та Опарський укрупнені газопромисли, реорганізовані у 1959 р. у Стрийське ГПУ |
| 1954 | Подано природний газ до Вінниці |
| 1955 | Уведено в дію компресорні станції в Тернополі та Бердичеві, природний газ отримали Івано-Франківськ (тоді Станіслав) і Житомир |
| 1956 | Уведено в експлуатацію унікальне Шебелинське та Більче-Волицьке газові родовища, побудовано газопроводи Радченкове-Миргород, Угерське-Долина-Станіслав та Шебелинка-Харків, природний газ отримали Чернігів, Хмельницький і Харків, створено лабораторію геології газових родовищ східних областей України, у 1959 р. реорганізовану в українську філію Московського інституту «ВНДІгаз» (з 1965 р.-інститут «УкрНДІгаз»).                                                                                  |
| 1957 | Початок будівництва магістрального газопроводу Шебелинка-Дніпропетровськ-Одеса, введено в експлуатацію Рудківське газове та Радченківське нафтогазове родовища, подано природний газ до Полтави, Луганська і Дніпропетровська |
| 1958 | На базі Управління експлуатації газопроводу Дашава-Київ створено Київське управління магістральних газопроводів, отримали природний газ Донецьк, Запоріжжя та Чернівці |
| 1959 | Завершено будівництво газопроводу Шебелинка-Дніпропетровськ-Кривий Ріг, створено Харківське та Донецьке управління магістральних газопроводів |
| 1960 | Відкрито перше в Криму Задорненське газове родовище, введено в експлуатацію магістральні газопроводи Дашава-Мінськ і Шебелинка-Брянськ, Шебелинський газопереробний завод, створено Станіславський газовидобувний промисел, засновано науково-виробничий журнал «Нафтова і газова промисловість» |
| 1961 | Відкрито Глібівське ГКР в Криму, введено в експлуатацію Солохівське родовище, магістральні газопроводи Шебелинка-Полтава-Київ, Острогозьк-Шебелинка, Комарно-Дроздовичі, дашавський газ отримав Вільнюс |
| 1962 | Відкрито Джанкойське газове родовище, введено в експлуатацію Битків-Бабченське нафтогазоконденсатне родовище, завершено будівництво газопроводу Дашава-Мінськ-Вільнюс-Рига, природний газ отримали Рига, Луцьк і Рівне |
| 1963 | Створено Полтавське ГПУ, отримали природний газ Миколаїв, Суми і Херсон |
| 1964 | Початок закачування газу в перше підземне сховище газу — Олишківське, відкрито Стрілкове газове родовище на Арабатській стрілці, створено Надвірнянське ГПУ, отримала природний газ Одеса |
| 1965 | Уведено в експлуатацію Кегичівське ГКР, відкрито Єфремівське ГКР, отримали природний газ Черкаси, організовано Красноградську контору експлуатаційного буріння (нині Хрестищенське ВБР) |
| 1966 | Прокладено перший у Криму газопровід від Глібівського родовища до Сімферополя, створено виробниче управління «Укргазпром», об'єднання «Укрсхідгаз», Кримське і Красноградське ГПУ, Івано-Франківське УМГ |
| 1967 | Початок розроблення газоконденсатних покладів Глинсько-Розбишівського нафтогазоконденсатного родовища, введено в експлуатацію Єфремівське ГКР, магістральний газопровід Долина-Ужгород-Державний кордон, початок експорту газу до Чехословаччини, отримали природний газ Сімферопіль та Севастополь, засновано Івано-Франківський інститут нафти та газу |
| 1968 | Відкрито друге за величиною запасів Хрестищенське та Мелихівське ГКР, введено в експлуатацію Машівське ГКР, розпочато будівництво магістрального газопроводу Єфремівка-Диканька-Київ, закачування газу в Червонопартизанське ПСГ, побудовано магістральний газопровід Кременчук-Кривий Ріг, початок експорту газу до Австрії та газифікації Закарпаття, організовано Прикарпатську експедицію глибокого буріння (нині Стрийське ВБР)                                                                        |
| 1969 | Початок закачування газу в Угерське ПСГ — перше сховище на базі відпрацьованого газового родовища |
| 1970 | Уведено в експлуатацію Хрестищенське ГКР, магістральні газопроводи Єфремівка-Диканька-Київ та Київ-Захід України (І нитка) |
| 1971 | Використано підземний ядерний вибух для ліквідації відкритого газового фонтана на свердловині № 33 — Хрестище, створено Харківську філію СКБ «Газприладавтоматика» (нині інститут НДПІАСУтрансгаз), Українську воєнізовану частину з попередження виникнення та ліквідації відкритих газових і нафтових фонтанів (нині ДП «ЛІКВО»), отримав природний газ Кіровоград |
| 1973 | Отримано перший газ із морської частини Стрілкового родовища в Азовському морі, введено в експлуатацію Мелихівське ГКР, початок закачування газу в Дашавське та Краснопопівське ПСГ, побудовано магістральний газопровід Шебелинка-Диканька-Київ, другу нитку газопроводу Київ-Захід України, початок експортування газу до Німеччини, створено ремонтне підприємство «Укргазенергоремонт» (нині «Укргазенергосервіс»), Полтавське РУБР (нині Полтавське ВБР)                                               |
| 1974 | Уведено в експлуатацію магістральний газопровід Долина-Ужгород-Державний кордон (друга нитка), початок експортування газу до Італії та Болгарії |
| 1975 | Досягнуто максимального рівня видобутку газу в Україні 68,7 млрд м³, відкрито перше на Чорному морі Голіцинське ГКР, введено в експлуатацію магістральні газопроводи Шебелинка-Дніпропетровськ-Кривий Ріг-Ізмаїл, Острогозьк-Шебелинка (друга нитка), Комарно-Дроздовичі (друга нитка), початок експортування газу до Угорщини, створено об'єднання «Союзтурбогаз» (нині АТ «Турбогаз»), Республіканське об'єднання з газопостачання та газифікації «Укргаз» (нині ДК «Газ України»), трест «Укргазпромбуд» |
| 1976 | Уведено в експлуатацію магістральні газопроводи Івацевичі-Долина (друга нитка) і Херсон-Крим, початок експортування газу до Франції |
| 1977 | Створено управління магістральних газопроводів "Експорттрансгаз" (нині "Черкаситрансгаз"), трест "Укрбургаз", Боярське управління зв'язку |
| 1978 | Уведено в експлуатацію трансконтинентальний газопровід «Союз», Ведмедівське ГКР, початок експортування газу до Югославії |
| 1979 | Уведено в експлуатацію газопроводи Івацевичі-Долина (третя нитка), початок закачування газу в Богородчанське та Опарське ПСГ, початок експортування газу до Румунії |
| 1981 | Уперше на континенті введено в експлуатацію установку сайклінг-процесу на Новотроїцькому ГКР, відкрито Штормове газове родовище на Чорному морі, організовано Красноградське УБР у Новому Уренгої |
| 1982 | Уведено в експлуатацію магістральний газопровід Єлець — Курськ — Київ, установку стабилізації конденсату "Базилівщина" |
| 1983 | Початок закачування газу в одне з найбільших у світі Більче-Волицьке ПСГ, введено в експлуатацію Яблунівське нафтогазоконденсатне та Голіцинське ГКР в акваторії Чорного моря, магістральні газопроводи Уренгой — Помари — Ужгород і Новопсков-Шебелинка |
| 1984 | Побудовано перші чотири АГНКС нового покоління |
| 1985 | Уведено в експлуатацію газопроводи Єлець-Курськ-Диканька та Більче-Волиця-Долина |
| 1986 | Уведено в експлуатацію магістральні газопроводи Курськ-Київ, Кременчук-Ананіїв та Ананіїв-Тирасполь-Ізмаїл, початок закачування газу в Пролетарське ПСГ |
| 1987 | Відкрито Одеське газове родовище в Чорному морі, введено в експлуатацію магістральний газопровід Єлець-Кременчук-Кривий Ріг, початок закачування газу в Солохівське та Вергунське ПСГ, початок експортування газу до Туреччини |
| 1988 | Уведено в експлуатацію магістральні газопроводи "Прогрес" та Ананіїв-Чернівці-Богородчани, початок закачування газу в Кегичівське ПСГ, початок експортування газу до Швейцарії |
| 1990 | Досягнуто максимального рівня споживання газу - 118,8 млрд м³ |
| 1991 | Уведено в експлуатацію установку сайклінг-процесу на Тимофіївському ГКР, магістральний газопровід Новодар'ївка-Амвросіївка |
| 1992 | Уведено в експлуатацію КС "Софіївка", створено Державний комітет нафтової та газової промисловості України |
| 1993 | Уведено в експлуатацію Штормове газове родовище в Чорному морі, установку сайклінг-процесу на Котелевському ГКР, КС "Горлівка", засновано Українську нафтогазову академію |
| 1994 | Уведено в експлуатацію лінійну частину газопроводу Торжок-Долина, започатковано програму реконструкції компресорних станцій шляхом заміни газових турбін на газоперекачувальних агрегатах Куп'янської та Луганської КС, початок реалізації програми встановлення лічильників газу в житловому фонді |
| 1995 | Уведено в дію магістральний газопровід Тула-Шостка-Київ, Україна стала членом Міжнародного газового союзу |
| 1996 | Початок запровадження внутрішньотрубної діагностики магістральних газопроводів за допомогою "інтелектуальних" поршнів, початок експортування газу до Греції, створено центр технічної діагностики "Техдіз" |
| 1997 | Уведено в експлуатацію установку каталітичного риформінгу на Шебелинському ГПЗ і розпочато випуск неетильованих високооктанових бензинів |
| 1998 | Створено НАК «Нафтогаз України», дочірні компанії «Укртрансгаз», «Укргазвидобування» |
| 1999 | Відкрито Північно-Казантипське газове родовище в Азовському морі, введено в дію газопроводи Хуст-Сату Маре, Джанкой-Феодосія-Керч, Яблунівський ГПЗ, організовано ГПУ "Харківгазвидобування" та "Львівгазвидобування" |
| 2000 | Відкрито Східно-Казантипське газове родовище в Азовському морі |
| 2001 | Відкрито Північно-Булганацьке родовище в Азовському морі, введено в експлуатацію Тарутинську КС, сучасну газовимірювальну станцію в Гребенниках на газопроводах Ананіїв-Тирасполь-Ізмаїл і Шебелинка-Дніпропетровськ-Кривий Ріг-Ізмаїл, створено філію ДК "Укргазвидобування" - Управління з переробки газу та газового конденсату |
| 2002 | Відкрито Кобзівське ГКР, введено в дію новий цех Ужгородської КС |
| 2003 | Уведено в експлуатацію Кобзівське ГКР, Східно-Казантипське морське газове родовище, установку комплексної підготовки газу з адсорбційною очисткою від сірководню на Локачинському родовищі, газоперекачувальну установку комбінованого циклу ГПУ-16К з ККД 43 % на Ставищенській КС, новий цех на Долинській КС, організовано ДП "Науканафтогаз" |
| 2004 | Уведено в експлуатацію Північно-Булганацьке родовище в Азовському морі, збільшено потужність Шебелинського ГПЗ до мільйона тон на рік, запроваджено технологію сайклінг-процесу на Куличихінському ГКР |
| 2006 | Завершено будівництво другої черги міжнародного Метрологічного центру в Боярці, затверджено Енергетичну стратегію України на період до 2030 р. |
| 2007 | Уведено в експлуатацію компресорний цех на Опарському ПСГ, організовано філію ДК "Укртрансгаз" - Інститут транспорту газу в Харкові |
| 2008 | Уведено в дію Бобровницьку КС, уведено УКПГ на Кобзівському, Ливенському та Аксютинському родовищах |
| 2009 | Уведено в дію Ливенське, Недільне та Аксютівське газоконденсатні родовища,відкрито Мигринське нафтогазове та Святогірське газоконденсатне родовища, на Котелівському та Тимофіївському родовищах впроваджено технологію сайклінг-процесу |
| 2010 | Компанія «Нафтогаз України» стала асоційованим членом Європейського союзу газової промисловості «Єврогаз» |